# Томас Шарделоу
Томас Шарделоу (англ. Thomas Shardelow, 11 листопада 1931 — 3 липня 2019) — південноафриканський велогонщик.
Срібний призер Олімпійських Ігор 1952 (командна гонка переслідування на 4000 м), 1952 (2000 м на тандемах) років, учасник 1956 року.